# ملکه جنوب (مجموعه تلویزیونی ۲۰۱۱)
ملکه جنوب (اسپانیایی: La Reina del Sur‎) یک تله‌نوولا آمریکایی است که توسط روبرتو استوپلو ساخته شده است. این مجموعه در ۲۸ فوریه ۲۰۱۱ از تلموندو پخش شد. کیت دل کاستیلو، هامبرتو زوریتا، رافائل آمایا، ایوان سانچز، خسوس کاسترو و کریستینا اورگل در آن به ایفای نقش می‌پردازند.

## بازیگران
- کیت دل کاستیلو در نقش ترزا مندوزا
- هامبرتو زوریتا در نقش اپیفانیو بارگاس
- رافائل آمایا در نقش رایموندو داویلا پارا (فصل ۱)
- ایوان سانچز در نقش سانتیاگو لوپز فیسترا (فصل ۱)
- کریستینا اورگل در نقش  پاتریشیا اوفارل (فصل ۱)
- آلبرتو خیمنز در نقش اولگ یاسیکوف (فصل ۱)
- خسوس کاسترو
- کریم الکرم

## قسمت‌ها
| فصل  | قسمت‌ها | قسمت‌ها | تاریخ اصلی روی آنتن رفتن | تاریخ اصلی روی آنتن رفتن |
| فصل  | قسمت‌ها | قسمت‌ها | اولین بار                | آخرین بار                |
| ---- | ------ | ------ | ------------------------ | ------------------------ |
| ۱    | ۶۳     | ۶۳     | ۲۸ فوریه ۲۰۱۱            | ۳۰ مه ۲۰۱۱               |
| ۲    | ۶۰     | ۶۰     | ۲۲ آوریل ۲۰۱۹            | ۲۹ ژوئیه ۲۰۱۹            |
| ویژه | ۱۲     | ۱۲     | ۲۷ آوریل ۲۰۱۹            | ۲۷ آوریل ۲۰۱۹            |
| ۳    | ۶۰     | ۶۰     | ۱۸ اکتبر ۲۰۲۲            | ۱۶ ژانویه ۲۰۲۳           |